# Begonia subcoriacea
Espèce
Begonia subcoriacea est une espèce de plantes de la famille des Begoniaceae.
Elle a été décrite en 2008 par Ching-I Peng, Ying Liu (1941) et Shin Ming Ku (2004).